# Estadio Olímpico de Nom Pen
El Estadio Olímpico (en camboyano: ពហុកីឡដ្ឋានជាតិអូឡាំពិក) o Complejo Nacional de los Deportes es un estadio multiusos situado en la ciudad de Nom Pen, Camboya. Tiene una capacidad de 50 000 asientos.

## Historia
La construcción del Estadio Olímpico comenzó en 1963 y se completó en 1964. Fue diseñado por Vann Molyvann. Fue necesario excavar 500 000 m³ de tierra para construir el estadio.
El estadio se construyó para albergar los Juegos del Sudeste Asiático de 1963, pero estos juegos se cancelaron por los problemas políticos de Camboya. También se celebraron en Nom Pen los efímeros juegos GANEFO, del 25 de noviembre al 6 de diciembre de 1966, y se llamaron 'Primeros GANEFO Asiáticos'. El estadio fue el anfitrión de los dignatarios visitantes y los actos oficiales, y era la sede del equipo de atletismo nacional de Camboya.
El estadio desempeñó un pequeño papel en la Copa Mundial de Fútbol de 1966. Inesperadamente, la selección norcoreana se enfrentó a la selección australiana en una clasificatoria. Debido a que Corea del Norte no tenía relaciones diplomáticas con la mayoría de los países, resultó difícil encontrar un estadio apropiado para el partido, hasta que el Jefe del Estado Norodom Sihanouk, aliado de Kim Il-sung, dijo que los partidos se podían disputar en Nom Pen. Los partidos atrajeron a 40 000 aficionados. Sihounouk decretó que la mitad animaría a Australia, y la otra mitad a los coreanos. Los partidos se disputaron el 21 y el 24 de noviembre de 1965, y Corea del Norte ganó los dos (6–1 y 3–1). Debido a que Corea del Sur y todos los equipos africanos se habían retirado como protesta contra la FIFA, Corea del Norte se calificó directamente a la fase final, donde llegaron hasta los cuartos de final.
Entre las instalaciones del estadio está una piscina olímpica para natación y saltos y una pista cubierta de voleibol con capacidad para 8000 espectadores.
Durante la guerra civil, el estadio fue utilizado como un albergue para los soldados republicanos y sus familias. Tras la caída de la ciudad en 1975, los Jemeres Rojos lo convirtieron en un lugar de ejecución en donde se asesinaron a los antiguos funcionarios de la República Jemer de Lon Nol.
En las décadas posteriores a los Jemeres Rojos, las instalaciones del estadio se deterioraron. En 2000 el estadio fue renovado por una empresa taiwanesa, el Grupo Yuanta, que además construyó edificios residenciales y de oficinas en parcelas del complejo.
En la actualidad, el estadio es una atracción popular entre los habitantes de Nom Pen, que asisten a sesiones de ejercicio, partidos de fútbol y otras actividades.
En mayo de 2007, el cantante irlandés Ronan Keating actuó en concierto en la pista cubierta del estadio, primer concierto de un importante cantante internacional.
En noviembre y diciembre de 2007, la World Organization Volleyball for Disabled celebró su copa mundial en la pista cubierta del estadio, primer importante evento deportivo de Camboya desde hace más de cuarenta años. Camboya, cuarto cabeza de serie del mundo, acabó tercera.
En 2010 se jugaron todos los partidos de fútbol de la Liga de Camboya, conocida por patrocinio como Metfone C-League.